# Selce (Poltár)
Selce es un municipio del distrito de Poltár en la región de Banská Bystrica, Eslovaquia, con una población estimada a final del año 2024 de 119 habitantes.
Se encuentra ubicado en el centro de la región, cerca del río Ipoly —un afluente izquierdo del Danubio— y de la frontera con Hungría.

## Demografía
| Año        | 1994 | 2004     | 2014     | 2024    |
| ---------- | ---- | -------- | -------- | ------- |
| Población  | 118  | 94       | 110      | 119     |
| Diferencia |      | −20,33 % | +17,02 % | +8,18 % |

| Año        | 2023 | 2024    |
| ---------- | ---- | ------- |
| Población  | 116  | 119     |
| Diferencia |      | +2,58 % |